# Encore (álbum de Johnny Cash)
Encore es un álbum recopilatorio del cantante country Johnny Cash lanzado en 1981 bajo el sello disquero Columbia. Aunque sean canciones reconocidas de Cash siempre destacan unas cuantas y en este álbum estas son "(Ghost) Riders in the Sky" y "Song of the Patriot" la cual es una canción nueva cantada junto a Marty Robbins (esta canción también salió como sencillo publicitario pero sin gran éxito).

## Canciones
1. I Will Rock and Roll With You – 2:54
(Cash)
2. Without Love – 2:26
(Nick Lowe)
3. Gone Girl – 3:12
(Jack Clement)
4. I'll Say It's True – 2:48 
(Cash)
5. Cold Lonesome Morning – 3:21
(Cash)
6. (Ghost) Riders in the Sky – 3:49
(Stan Jones)
7. Song of the Patriot – 3:28
(Shirl Milete y Marty Robbins)
8. The Lady Came from Baltimore – 2:43
(Tim Hardin)
9. Texas, 1947 – 3:10
(Guy Clark)
10. The Last Gunfighter Ballad – 2:48
(Clark)

## Posición en listas
Canciones - Billboard (América del Norte)
| Año  | Canción               | Tabla             | Posición |
| ---- | --------------------- | ----------------- | -------- |
| 1980 | "Song of the Patriot" | Canciones Country | 54       |